# 特雷弗·莫里斯
特雷弗·莫里斯（英語：Trevor Morris，1956年7月21日—），澳大利亚男子草地滚球运动员。他曾代表澳大利亚参加1990年英联邦运动会草地滚球比赛，获得男子双人金牌。